# 阿卜杜·穆穆尼大学

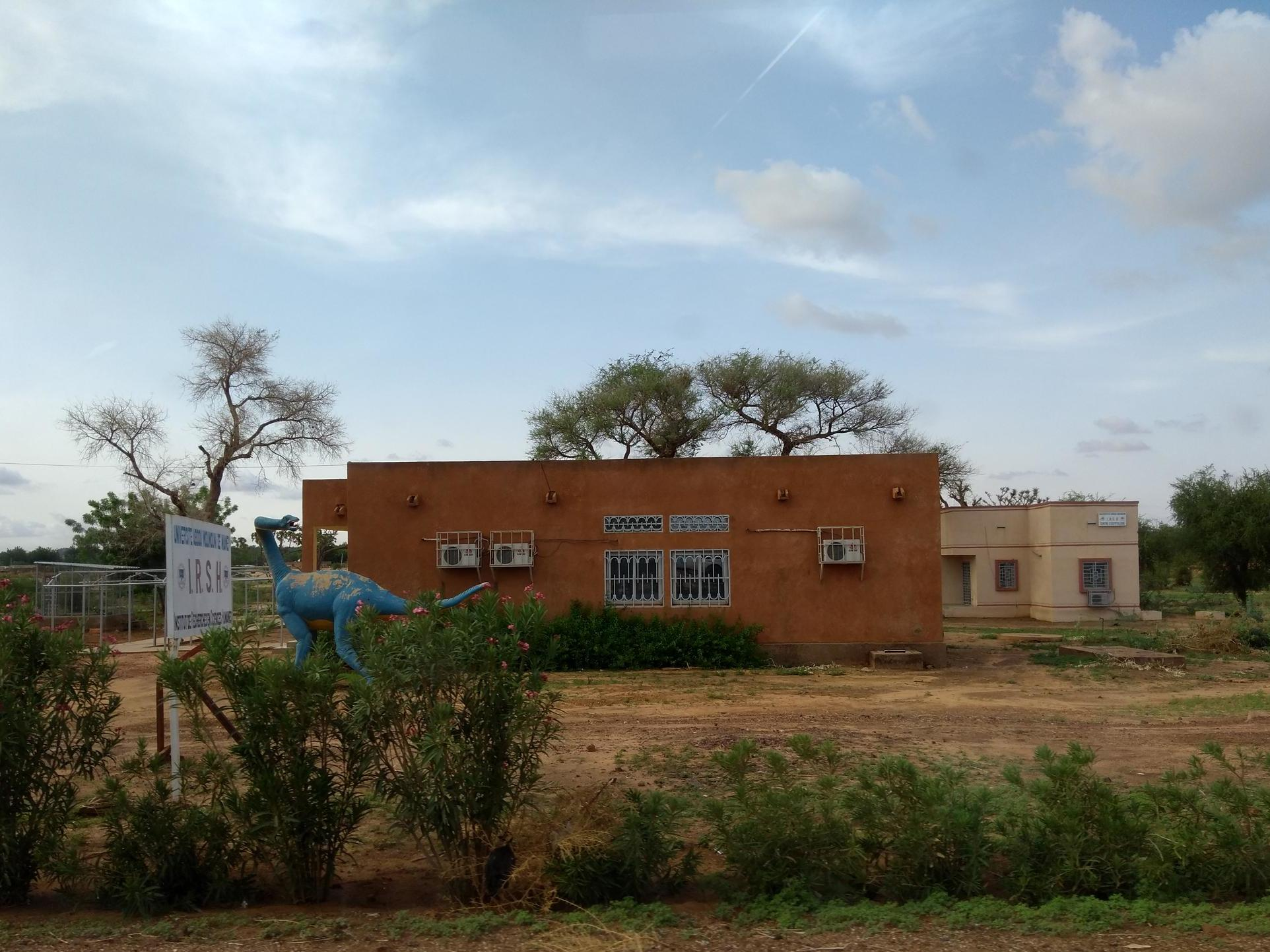

阿卜杜·穆穆尼大学（法語：Université Abdou-Moumouni），是位于尼日尔首都尼亚美的一所大学。其前身为1973年创立的尼亚美大学（法語：Université de Niamey），1992年改为现名。

## 历史沿革
成立于1971年的尼亚美高等教育中心于1973年改组为尼亚美大学，并于1992年更名为阿卜杜·穆穆尼大学。
现校名是为致敬1979年至1983年任该校校长的物理学教授阿卜杜·穆穆尼。与该校相关的其他著名人物还有生物学教授博里·阿里·迪亚洛，其曾于1999年至2005年期间担任该校校长。

## 国际合作
自建校以来，阿卜杜·穆穆尼大学一直致力于与非洲、欧洲和北美的各大学和研究中心建立国际合作网络。